# Ментухотеп VI
Ментухотеп VI (Меранхре Монтухотеп) — фиванский фараон XVI династии Верхнего Египта во время Второго переходного периода. Возможно относился и к XIV династии.

## Биография
О жизни Меранхре Ментухотепа известно из двух статуэток: JE 37418/CG 42021 и BM EA 65429. Первая обнаружена в Карнаке Джорджем Легрейном. Вторая статуэтка находится в Британском музее под номером каталога EA 65429.
Сведения о биографии Ментухотепа скудны. Ким Рихолт писал, что Ментухотеп VI царствовал в конце Второго переходного периода (этими словами Ким указует на XVI династию). Есть отождествления Ментухотепа VI с Ментухотепом V и Сехенре. Супругой Меранхре являлась Ситмут, а сыном — Херунефер.
Правил Ментухотеп VI около 1585 года до н. э. Предшественником Ментухотепа был Монтуэмсаф, а приёмником — Сенусерт IV.

## Хронологическое положение
Меранкре Ментухотеп не засвидетельствован в сохранившихся фрагментах туринского канона, его правление и правление четырех других королей конца 16-й династии теряются в лакуне.[2] По этой причине точное хронологическое положение, а также продолжительность его правления не могут быть установлены. Рихолт предполагает, что Меранкре Ментухотеп был королем конца 16-й династии, основываясь на двух аргументах. Во-первых, его преномен Меранкре имеет форму X-анкх-ре, аналогичную форме Джеданкре Монтемсафа, и оба короля носят имя Монту-X, что указывает на то, что они тесно следовали друг за другом во времени. Во-вторых, первая статуэтка Меранхре Ментухотеп посвящена Собеку из smnw (Сумену) и поэтому, вероятно, была установлена в эль-Махамиде Кибли близ Гебелейна, где засвидетельствованы как Дедумос II, так и Джеданкре Монтемсаф, прежде чем быть перенесенной в Карнакский тайник в более поздний период времени, возможно, при распаде династии.
В более раннем исследовании, проведенном в 1964 году Юргеном фон Бекератом, Меранкре Ментухотеп был классифицирован как король 13-й династии.